# Stereosoma celebense
Stereosoma celebense is een zachte koraalsoort uit de familie Clavulariidae. De koraalsoort komt uit het geslacht Stereosoma. Stereosoma celebense werd in 1930 voor het eerst wetenschappelijk beschreven door Hickson. 